# Virtual Chess 64
Virtual Chess 64 es un videojuego de ajedrez desarrollado y publicado por Titus en 1997 para la Nintendo 64.

## Sistema de juego
Es un juego de ajedrez en el cual podemos competir contra un jugador o contra la máquina eligiendo entre distintos niveles y vistas para jugar. En cuanto al control, además del movimiento básico de mover pieza, también cuenta con la posibilidad de que la máquina mueva por ti o que te aconseje un movimiento.

## Características generales
El juego viene con el clásico tutorial de cómo jugar al ajedrez con la ayuda del personaje animado de la compañía Titus, el zorro Titus. Lo que suele hacer es explicarte una característica o técnica en el ajedrez y enseñarte en un caso como lo ejecuta mientras a continuación tienes que usar la lección que acabas de aprender en otro tablero. Las lecciones se explican en forma de texto.
Una vez terminado el tutorial se puede jugar totalmente una partida utilizando la visión 2D o 3D del tablero. En la visión 3D, todas las veces que una pieza es capturada, puedes ver una corta escena animada mostrando la captura de dicha pieza. La idea es asombrar al jugador en un juego el cual es difícil mostrar florituras técnicas. En cambio, en el tablero en 2D, no hay escenas tras las capturas pero puedes cambiar el diseño de las piezas y del tablero pulsando C Izquierda o C Derecha. 
El juego tiene varios niveles de dificultad. Siendo el número 1 el nivel más fácil y el nivel 12 el más difícil. Cambiando el nivel de dificultad también afecta al tiempo. En los niveles más bajos el ordenador coge unos segundos en mover mientras que en los niveles muy altos ( por ejemplo, el nivel 12) la máquina toma cerca de 5 minutos para su movimiento de apertura. Puedes jugar tanto con las blancas como con las negras y puedes cambiar la situación actual en el tablero añadiendo o movimiento piezas del tablero y cambiándolas de posición. Como la mayoría de los juegos de tablero, tiene opción de jugar dos personas en vez de una.

## Recepción
Virtual Chess 64 ha recibido críticas mixtas.  MobyGames muestra una calificación de la crítica de 71% basado en 14 reseñas, y una puntuación Moby de 6,9/10. Peer Schneider de IGN crítica su nivel de dificultad, citandolo como  "capaz de derrotar a Deep Blue", pero elogiando sus características de personalización, puntuandolo con una nota de 7,7 de 10. Nintendo Life entregó una puntuación de 6,7 de 10.